# عامر حيزم
عامر حيزم (22 سبتمبر 1937 - 4 سبتمبر 2023)، هو لاعب كرة قدم سابق بالاتحاد الرياضي المنستيري، ومدرب سابق لمنتخب تونس لكرة القدم بين عامي 1970 و1974 ثم بين عامي 1978 و1979.